# Chiostro delle Trentatré
Il Chiostro delle Trentatré è un chiostro monumentale di Napoli ed è ubicato tra via Anticaglia e via Pisanelli.
Fu fondato nel XVI secolo da Maria Longo, del terz'ordine dei francescani, alla quale si deve inoltre la costruzione dell'Ospedale degli Incurabili. Il chiostro venne edificato sul suolo della chiesa del Presepe annessa al preesistente monastero di Santa Maria di Gerusalemme, che fu abbattuta per lasciar posto all'attuale edificio.
Di pianta rettangolare, il chiostro, venne restaurato nel XVIII secolo con l'uso di modesti stucchi, tutt'oggi conservati.
È abitato da monache di clausura, quindi non è visitabile.